# 江湖镇
江湖镇，是中华人民共和国广东省茂名市化州市下辖的一个乡镇级行政单位。

## 行政区划
江湖镇下辖以下地区：
江湖社区、江湖村、湖边村、车木根村、车头坡村、陈谢村、连界村、坡心村和龙梅村。